# 中村和子
中村 和子（なかむら かずこ、1933年4月1日 - 2019年8月3日）は、日本のアニメーター。関東州旅順生まれ。

## 来歴
満州生まれで、幼少期から絵に親しみ、満州に美術学校が無かったため将来は内地の美術学校に進学するつもりでいた。12歳で同地で終戦を迎え山口県に引き揚げる。
山口県立宇部高等学校から女子美術大学洋画科に進学。画業のみで生計を立てるのは大変であるため、大学で高校と中学の美術教員免許を取得している。同大在学中、フランスの長編漫画映画『やぶにらみの暴君』（1952年/ポール・グリモア監督）を観てアニメーターに関心を持ち、卒業後、東映動画にスタジオ開設時の募集広告を見て第1期採用で入社。同期入社に大塚康生、紺野修司らがいる。同じ頃東映動画に在籍していた後輩女性アニメーターに大田朱美、奥山玲子がいる。
養成期間を経て、東映動画の長編アニメ映画第1作である『白蛇伝』に第二原画として参加し、劇場アニメ3作で動画を担当したが、『安寿と厨子王丸』への不満から東映動画を退社。1961年頃に広告代理店である萬年社の社員だった穴見薫を東映動画時代の同僚の楠部大吉郎に紹介されて結婚した。東映動画を退職した後は久里洋二らのアニメーション三人の会の活動を手伝っていたが、東映動画の同僚だった坂本雄作の誘いで1962年5月に虫プロダクションへ入社。虫プロの第1回作品である映画『ある街角の物語』の作画に参加した。続けて1963年1月からスタートした『鉄腕アトム』の第2話から原画を担当することになる。同作は当時としてはアニメ界の世界的常識外れである毎週放送に挑み、制作過程を省略するためにリミテッドアニメいわゆる止め絵や使い回しの技法が多く採用された。これに対してフルアニメーションに拘った東映動画時代の同僚である大塚康生や高畑勲たちは批判的だったが、中村は「東映的なやり方はダメなのよ。ナウなアニメっていうのは動かさないことなのよ」と大塚に反論した。1963年に夫の穴見が萬年社を退社して虫プロの常務に就任することが7月に内定し、中村は7月1日付けで虫プロを退職し専業主婦となった。穴見は9月1日に常務取締役として虫プロに加わった
ところが当時の虫プロは社員数が膨張しており、制作していた『鉄腕アトム』と『ジャングル大帝』の2本で25名の人材が余剰だった。そこで手塚の発案でもう1本テレビアニメの『W3（ワンダースリー）』を制作することになる。しかし今度は人材不足となり、困っている手塚を助けるよう夫の穴見から頼まれる形で1965年にアニメーターとして復帰。『W3』の作画監督を務めた。この頃に、まだ新車で購入して間もない穴見夫妻のいすゞ自動車の「ベレット」を大塚康生に見せたところ、羨ましくなって運転した大塚は操縦ミスで車を塀に激突させて大破してしまった。しかし和子の夫である虫プロ常務の穴見はちょうど描き手の決定が難航していた『W3』のオープニングの作画の作業をしてもらうことと引き換えに大塚の自動車破損の件を許した。さらに大塚は当時東映動画で月給が4万円であったが、この臨時のアルバイトにより4万5千円の報酬を得た。
翌1966年に『W3』の放映が終了すると、中村は翌年から始まる『リボンの騎士』の作画監督になった。『リボンの騎士』のパイロットフィルムが完成した段階で夫の穴見がクモ膜下出血で急死する不幸に見舞われたが、中村は『リボンの騎士』の本放送の仕事を続けた。夫が亡くなるまでは“穴見和子”名義を使用していた。以降もテレビ用と劇場用のアニメの両方に携わり、1971年に手塚が虫プロの社長を辞任したときに中村も虫プロを退社した。手塚は中村の他にも3人のメンバーを誘って、中村橋にスタジオを構えてアニメ映画『森の伝説』の企画を始めたが頓挫。手塚の漫画業務のための手塚プロダクション（既に1968年に設立）が1971年からテレビ放送用のアニメ『ふしぎなメルモ』を制作することになり、オープニングアニメなどの原画に「中村橋スタジオ」の名義で参加した。
その後、東映動画やサンリオフィルムの仕事に従事した。
1978年4月に手塚プロのアニメ部が中村と小林準治の他に新人3人を加えた5人で発足し、同年8月放送の『100万年地球の旅 バンダーブック』を制作した。1980年公開のアニメ映画『火の鳥2772 愛のコスモゾーン』では中村はアニメーションディレクターに就任して、主に女性キャラクターを描いた。その後はフリーに転身した。その技量は業界内でよく知られており、また手塚の紹介や斡旋もあり、作画監督や原画担当として様々な作品に参加した。それらの中にはかつて同僚だった森康二、杉井ギサブロー、高橋良輔との仕事もある。
1989年2月に手塚治虫が亡くなると、「手塚さんに呼ばれて虫プロに入って以来、今日までアニメを続けてきましたが、それはただただ手塚さんのお人柄に魅かれ、そのお仕事をお手伝いしたい、という思いからでした。ですから、私にはもうアニメにこだわる意味がなくなってしまったのです」とのコメントを残し、事実上アニメ制作の仕事から引退した。1974年には再婚して加藤姓となり、女子美大同窓会では卒業生作品として『鉄腕アトム』が紹介されている。
2019年8月3日に老衰のため死去した。86歳没。
2020年の第16回 TAAF2020アニメ功労部門で、「中村和子（故人）アニメーター代表作：「白蛇伝」他」として顕彰された

## 人物
ニックネームは和子から「ワコさん」。
美人と評判で、大塚康生は「美人でオチャメ」、坂本雄作は「東映動画のナンバーワン美人アニメーター」、石津嵐は「その美しさを眺めるだけで、触れることなどできなかった」と語っている。仕事ぶりについては、森康二は「魔女の原画を担当しているとき、全く生き生きとしていて、あの人は魔女ではなかろうかと思いました」と語り、石津嵐は「いつも毅然たる態度で仕事に没頭」と表している。
手塚治虫の漫画『三つ目がとおる』に登場するヒロイン「ワトさん」こと和登千代子のモデルとなっている。名前の和登の部分は中村和子から、千代子は手塚のアシスタントだった原田千代子から。容姿も中村がモデルだったが、中村は手塚の漫画をほとんど読まなかったため、友人に指摘されるまで気づかなかったという。
人の勧めで、新人俳優の登竜門「東宝ニューフェイス」を受けて合格したが、それを蹴って日動映画（後の東映動画）に入ったという逸話も持つ。

## 主な参加作品[26]
年月はテレビ放映時期および公開・発売時期である。
テレビアニメ作品
- 「鉄腕アトム」、虫プロダクション（1963年1月〜1966年12月）　原画
- 「W3（ワンダースリー）」、虫プロダクション（1965年6月〜1966年6月）作画監督
- 「リボンの騎士」、虫プロダクション（1967年4月〜1968年4月）作画監督
- 「アンデルセン物語」、制作虫プロダクション（1971年1月〜12月）第20話を演出
- 「ふしぎなメルモ」、手塚プロダクション（1971年10月〜1972年3月）原画
- 「ふしぎの国のアリス」、日本アニメーションとドイツのアポロフィルムの共同制作（1983年10月10日〜1984年3月26日） 場面設定
- 「まんが日本昔ばなし」、グループ・タック（1976年1月〜1994年9月）美術 - 以下の2作を担当。
  - 鬼娘（1986年1月2日）
  - なまけ者太郎（1987年3月14日）

劇場映画作品
- 「白蛇伝」、東映動画（1958年10月）動画
- 「少年猿飛佐助」、東映動画（1959年12月）動画
- 「西遊記」、東映動画（1960年8月）動画
- 「ある街角の物語」、虫プロダクション（1962年11月）原画
- 「千夜一夜物語」、虫プロダクション（1969年6月）原画
- 「やさしいライオン」、虫プロダクション（1970年3月）原画
- 「クレオパトラ」、虫プロダクション（1970年9月）原画
- 「たすけあいの歴史ー生命保険のはじまり」（桜映画社、短編カラー25分、1973年7月）動画
- 「ジャックと豆の木」、日本ヘラルド映画（1974年7月）原画(ノワール夫人)
- 「バラの花とジョー」、サンリオフィルム（1977年3月）動画
- 「小さなジャンボ」、サンリオフィルム（1977年9月）原画
- 「世界名作童話おやゆび姫」、東映動画（1978年3月）作画監督補佐
- 「火の鳥」黎明編、東宝（1978年3月）アニメパートの原画
- 「火の鳥2772愛のコスモゾーン」、東宝（1980年3月）アニメーションディレクター（石黒昇と共同）
- 「シュンマオ物語タオタオ」、松竹（1981年12月）原画

## 参考となる文献等
- 読売新聞2019年12月15日（日曜日）東京第12版第12面（紙面左下約4分の1）の追悼抄の記事「中村和子（本名・加藤和子）さん　アニメーター　8月3日、老衰で死去、86歳」[リンク切れ]
- 「中村和子インタビュー」、まんだらけZENBU37号、まんだらけ出版、(2007年12月)、pp.281－288。（対談記事）
- 小林準治：「追悼　手塚美女を描いた人　中村和子さん」、月刊「広場」、No.422 (2019年11月号）、pp.10-11。
- 宮崎克（原作）、野上武志（作画）:「TVアニメ創作秘話～手塚治虫とアニメを作った若者たち～」、秋田書店、少年チャンピオン・コミックス・エクストラ（2019年5月8日）。
- 中村和子の立志伝
- "Kazuko Nakamura" (in Great Women Animators)
- Two pioneer women animators
- Kazuko Nakamura (IMDb)
- Kazuko NAKAMURA 中村 和子
- "Pioneering Animator Kazuko Nakamura Passes Away at 86" in ANIME NEWS NETWORK
- 「アニメーター・中村和子展を開催」（JIJI.COM 2021年2月19日記事）
- 東映動画の第一期生、アニメーター「中村和子展」が開催（シネマトゥデイ，2021年2月19日記事）
- アニメーター・中村和子展を開催 (PRTIMES, 2021年2月19日記事）
  - アニメーター・中村和子展の開催は2021年3月19日(金)--23日(火)11時～16時、於：国登録有形文化財・島薗家住宅（東京都文京区千駄木3-3-3）、入場無料
  - 「アニメーター 中村和子展」に行ってきた（ジブリの世界，2021年3月19日）
  - 宮崎駿の先輩アニメーター「中村和子展」に行ってきた！【ジブリ】(YouTube)
  - 加藤眞人：「あなたは、あなたらしく、生きた」（2021年3月発行）- 中村和子展で参加者に配られた34頁の小冊子。